# A Majomember
A Majomember (eredeti cím: Monkey Man) 2024-es amerikai akció filmthriller, amelyet Dev Patel rendezett. A főbb szerepekben Patel, Sharlto Copley, Pitobash, Sobhita Dhulipala és Sikandar Kher látható.
Amerikában 2024. április 5-én, míg Magyarországon április 4-én mutatták be a mozikban.

## Cselekmény
A szülőfalujában történt mészárlás után egy fiatalember Yatana városában próbál boldogulni. A Kölyök illegális bunyókkal keresi kenyerét. Arcát egy gorillamaszk mögé rejtve hagyja, hogy estéről estére véres bunyókban küzdjön meg nevesebb ellenfelekkel.
A fiatalember azonban még sok év elteltével is bosszút akar állni a "gazdagokon" és azokon, akik mindent elvettek tőle, amikor még gyerek volt. Példaképéül a hindu istenséget, Hanumánt választja, és zseniális tervét megvalósítja. Kiképzése ekkor válik hasznára.
A Kölyök Bobbynak nevezi el magát, és munkát kér Queenie-től a "King" nevű exkluzív luxusklubjában, ahol politikusok és üzletemberek járnak-kelnek. A nő ad neki egy esélyt, és a fiú a konyhában kezd, majd végül a csúcsra tör. A Kölyök így próbál közel kerülni Rana rendőrfőnökhöz, aki egykor megölte az édesanyját, Neelát, és most a klub törzsvendége.

## Szereplők
| Szerep      | Színész            | Magyar hang       |
| ----------- | ------------------ | ----------------- |
| Kölyök      | Dev Patel          | Fehér Tibor       |
| Tigris      | Sharlto Copley     | Dévai Balázs      |
| Alphonso    | Pitobash           | Elek Ferenc       |
| Alfa        | Vipin Sharma       | Hajduk Károly     |
| Rana        | Sikandar Kher      | Rába Roland       |
| Sita        | Sobhita Dhulipala  |                   |
| Queenie     | Ashwini Kalsekar   | Létay Dóra        |
| Neela       | Adithi Kalkunte    |                   |
| Baba Shakti | Makarand Deshpande | Karácsonyi Zoltán |

### Magyar változat
- Magyar szöveg: Blahut Viktor
- Hangmérnök: Salgai Róbert
- Vágó: Kránitz Bence
- Gyártásvezető: Kablay Luca
- Szinkronrendező: Molnár Ilona
- Produkciós vezető: Németh Napsugár

A szinkront az Iyuno Hungary készítette el.

## A film készítése
2018. október 29-én jelentették be, hogy Dev Patel rendezőként debütál.
A forgatás 2020 elején kezdődött volna Indiában, de a koronavírus-járvány miatt elhalasztották és majdnem törölték a projektet. Patel ezután úgy döntött, a filmet egy kis indonéziai szigeten fogják leforgatni.
2021. március 12-én bejelentették, hogy a forgatás befejeződött, és a Netflix megvásárolta a film jogait. Valamikor ezután Jordan Peele megnézte a filmet, és úgy érezte, megérdemli, hogy inkább a mozikba kerüljön, ezért megvásárolta a Netflix-től a Monkeypaw Productions nevű bannere alatt, amely forgalmazási szerződést kötött a Universal Pictures-szel.